# Bless the Child
Singles de Nightwish
Ever Dream
(2002) Nemo
(2004)
Bless The Child est le second single extrait de l'album Century Child de Nightwish. Il est sorti en août 2002. Cette chanson est connue pour son intro. Elle a également servi d'ouverture lors du Century Child World Tour pendant deux ans et a été disque d'or en Finlande. Tuomas Holopainen, claviériste et compositeur de la plupart des chansons du groupe, a confié que c'était le morceau qu'il préférait de Century Child et celui qui le représentait le plus à l'époque.
Un clip a été tourné pour l'occasion, à partir de la version éditée du morceau (avec notamment une introduction écourtée).